# Цёльков
Цёльков (нем. Zölkow) — община в Германии, в земле Мекленбург-Передняя Померания.
Входит в состав района Пархим. Подчиняется управлению Пархимер Умланд.  Население составляет 618 человек (на 31 декабря 2010 года). Занимает площадь 22,97 км².
Коммуна подразделяется на 3 сельских округа.